# Zdeněk Tölg
Zdeněk Tölg (Náchod, regio Hradec Králové, 6 december 1937 – Chomutov, Ústí nad Labem, 2005) was een Tsjechisch componist en dirigent.

## Biografie
Tölg studeerde aan het Staatsconservatorium in Praag en is in 1964 afgestudeerd. Als directeur van het gemeentehuis in Most was hij bezig en was eveneens dirigent van het stedelijk harmonieorkest in Most. Verder was hij dirigent van het harmonieorkest in Litvínov en van de Big-Band SKKS in Chomutov. Van 1994 tot 1997 was hij 2e directeur van de Akce Základní umělecké školy in Žatec.
Als componist schreef hij werken voor koor, big-band en harmonieorkest.

## Composities

### Werken voor harmonieorkest
- 1988 Promenádní suita
- Drie Pastel-schilderijen
- Fantastische suite
- Předehra (Ouverture), voor harmonieorkest

### Werken voor koor
- 1983 Devatero pohádek, voor kinderkoor en piano
  1. Nejmenší pohádka
  2. Umňoukaná pohádka
  3. Veselá pohádka
  4. Nedokončená pohádka
  5. Poslední pohádka
  6. Smutná pohádka o větru
  7. Strašidelná pohádka

### Werken voor big-band
- Stará lípa
- Things
- Vyhrávala kapela

- Nationale Bibliotheek van Tsjechië: mzk2015866649
- Virtual International Authority File: 315701351